# The Other Two
The Other Two är en brittisk duo bestående av New Order-medlemmarna Gillian Gilbert och Stephen Morris. Gruppen bildades under en period då New Order-samarbetet låg nere, och namnet The Other Two kommer sig av att de andra New Order-medlemmarna, Peter Hook och Bernard Sumner, redan startat egna soloprojekt. Morris och Gilbert är gifta med varandra och har två gemensamma döttrar.
Både Morris och Gilbert är idag återigen medlemmar av New Order.

## Diskografi
The Other Two har släppt två fullängdsalbum, The Other Two and you (1993) och Superhighways (1999). De har också släppt fem singlar, varav debutsingeln Tasty Fish från 1991 nått högst på den brittiska topplistan (41:a plats).